# Ladislav Fouček
Ladislav Fouček (Praga, 10 de diciembre de 1930–Múnich, 4 de julio de 1974) fue un deportista checoslovaco que compitió en ciclismo en la modalidad de pista, especialista en las pruebas de contrarreloj y tándem.
Participó en dos Juegos Olímpicos de Verano, en los años 1952 y 1956, obteniendo dos medallas de plata en Melbourne 1956, en la pruebas del kilómetro contrarreloj y tándem (haciendo pareja con Václav Machek).

## Medallero internacional
| Juegos Olímpicos | Juegos Olímpicos      | Juegos Olímpicos | Juegos Olímpicos  |
| Año              | Lugar                 | Medalla          | Competición       |
| ---------------- | --------------------- | ---------------- | ----------------- |
| 1956             | Melbourne (Australia) | Medalla de plata | 1 km contrarreloj |
| 1956             | Melbourne (Australia) | Medalla de plata | Tándem            |